# Nyborg (municipio)
El municipio de Nyborg es un municipio en el oriente de la isla de Fionia, Dinamarca. Su capital administrativa y mayor localidad es la ciudad de Nyborg.
Nyborg colinda con Faaborg-Midtfyn al oeste, con Kerteminde al norte, con el Gran Belt al norte y al este, y con Svendborg al sur. En este municipio se encuentra uno de los extremos del puente del Gran Belt, que conecta Fionia con Selandia.
El municipio actual fue creado el 1 de enero de 2007, con la fusión de los antiguos municipios de Nyborg, Ullerslev y Ørbæk, conservando el nombre de Nyborg, que era el de mayor población. En la parroquia de Flødstrup, en Ullerslev, se celebró un plebiscito para decidir entre unirse a Nyborg o a Kerteminde; los ciudadanos votaron, 315 a 303, por Nyborg.

## Localidades
| Localidades más pobladas de Nyborg |              |                  |
| Nº                                 | Localidad    | Población (2012) |
| 1                                  | Nyborg       | 16.577           |
| 2                                  | Ullerslev    | 2.743            |
| 3                                  | Ørbæk        | 1.560            |
| 4                                  | Måre         | 600              |
| 5                                  | Refsvindinge | 575              |
| 6                                  | Vindinge     | 422              |
| 7                                  | Frørup       | 421              |
| 8                                  | Hjulby       | 410              |
| 9                                  | Aunslev      | 383              |
| 10                                 | Skellerup    | 363              |